# Ambar situé 7 rue Maršala Tita à Gibarac
L'ambar situé 7 rue Maršala Tita à Gibarac (en serbe cyrillique : Амбар у Гибарцу, Маршала Тита 7 ; en serbe latin : Ambar u Gibarcu, Maršala Tita 7) se trouve à Gibarac, dans la province de Voïvodine, dans le district de Syrmie et dans la municipalité de Šid, en Serbie. Il est inscrit sur la liste des monuments culturels de grande importance de la république de Serbie (identifiant no SK 1349).

## Présentation
Même si la date exacte de construction de l'ambar (grenier) est inconnue, on suppose qu'il remonte au milieu du XIXe siècle.
Il possède une structure en chêne et est doté d'un porche sur sa partie avant. Il est recouvert d'un toit en tuiles à deux pans qui forme un pignon. Le porche est fermé par trois niveaux de planches disposées verticalement ; au niveau inférieur, ces planches sont lisses tandis qu'au second et au troisième niveau elles sont sculptées de manière à former des ouvertures légèrement incurvées ; les piliers du porche sont décorés de motifs traditionnels : profilage horizontal, lignes dentelées et rosettes, motifs apportés par les habitants du sud de la Save.
Malgré sa simplicité, ce bâtiment constitue un exemple plutôt rare d'ambar avec un porche sur la partie avant.